# BYD Song Plus
BYD Song Plus (chinês: 比亚迪宋PLUS) é um SUV crossover compacto fabricado pela BYD Auto desde 2020. Ele faz parte da linha BYD Song da BYD, nomeada em homenagem à dinastia Song.
O Song Plus foi inicialmente lançado exclusivamente como um veículo com motor de combustão interna (ICE), equipado com um motor a gasolina turbo de 1,5 litros. Em 2021, a BYD introduziu as versões híbrida plug-in Song Plus DM-i e a elétrica Song Plus EV. A versão a gasolina foi descontinuada em 2022, quando a BYD encerrou a produção de veículos movidos por motores de combustão interna. A partir de 2023, o Song Plus se tornou o SUV mais vendido da BYD na China, com vendas globais acumuladas (excluindo a variante com motor de combustão) ultrapassando 1.000.000 de unidades até julho de 2024.
Em 2023, a BYD introduziu o Song Plus EV na Europa sob o nome de BYD Seal U. A versão híbrida plug-in Seal U DM-i foi lançada posteriormente, em 2024. No meio de 2024, o modelo foi lançado na Austrália, Nova Zelândia, Filipinas e Tailândia sob o nome de BYD Sealion 6 DM-i.

## Visão geral
O Song Plus foi introduzido em setembro de 2020, como uma alternativa maior e mais "sofisticada" ao Song Pro e posicionado abaixo do BYD Tang. Ocupa o segmento chinês de SUV de classe B, equivalente ao segmento D. O veículo foi inicialmente oferecido apenas com um motor de combustão interna, com as variantes híbrida plug-in (DM-i) e elétrica de bateria (EV) se juntaram à linha mais tarde em 2021. O modelo a gasolina foi eliminado no início de 2022.

## Pre-facelift (2020-2023)

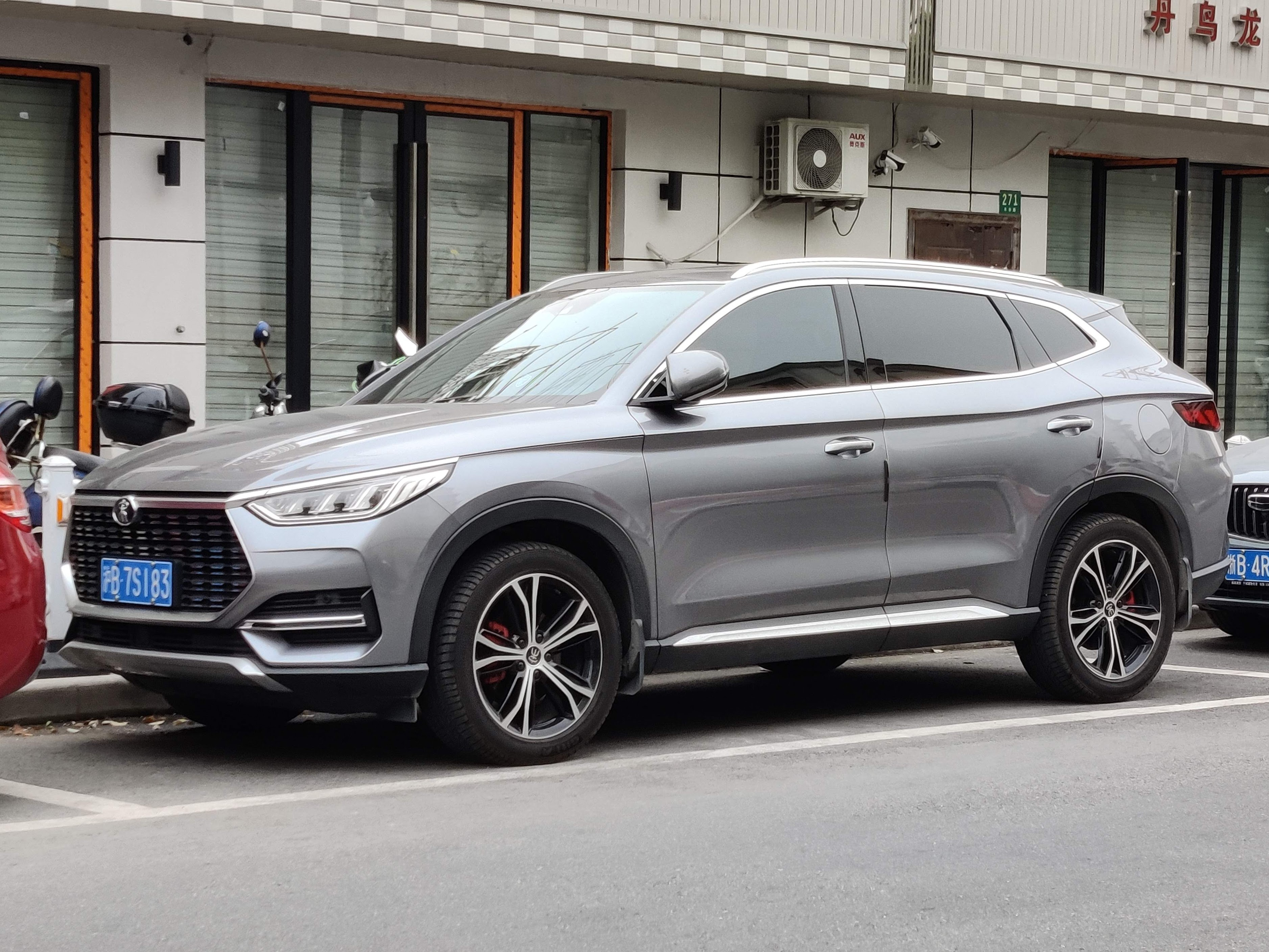
BYD Song Plus (petróleo)

O Song Plus é equipado com uma tela de infotainment central rotável de 12,8 polegadas com o sistema DiLink de terceira geração, uma função de karaoke e um painel de instrumentos LCD completo.
A versão a gasolina, comercializada brevemente entre 2020 e 2021, usava o motor a gasolina turboalimentado I4 de 1.5 litros e uma transmissão de dupla embreagem de 7 velocidades, produzindo uma potência de 136 kW (182 hp; 185 PS).

### Song Plus DM-i
A versão híbrida plug-in do Song Plus foi lançada à venda em março de 2021 na China. O modelo recebeu um estilo front-end diferente em comparação com a versão a gasolina e a versão EV. Para o modelo pré-facelift, o Song Plus DM-i estava disponível em variantes com autonomia elétrica de 51 km e 110 km (em ciclo NEDC). Este sistema híbrido fornece quatro modos de controle principais (EV, série HEV, HEV paralelo e motor direto).

O consumo de combustível alegado da variante de 51 km é de 4.4 L/100 km (22.7 km/l), com aceleração de 0-100 km em 8,5 segundos e autonomia combinada de 1,150 km. Para a variante de 110 km, o consumo de combustível é de 4.5 L/100 km (22.2 km/l), com aceleração de 0-100 km em 7,9 segundos e autonomia combinada de 1,200 km.

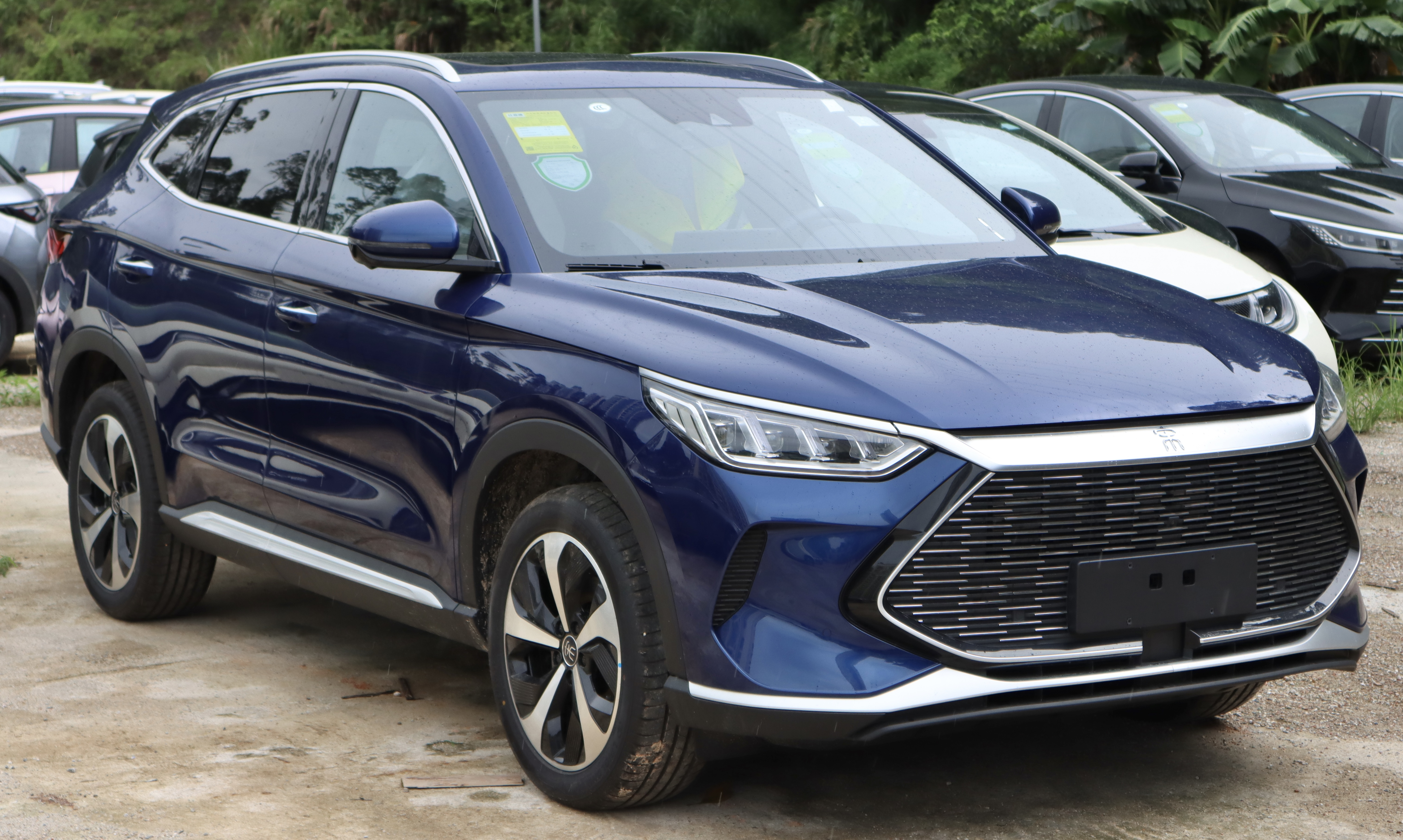
BYD Song Plus DM-i (pre-facelift)
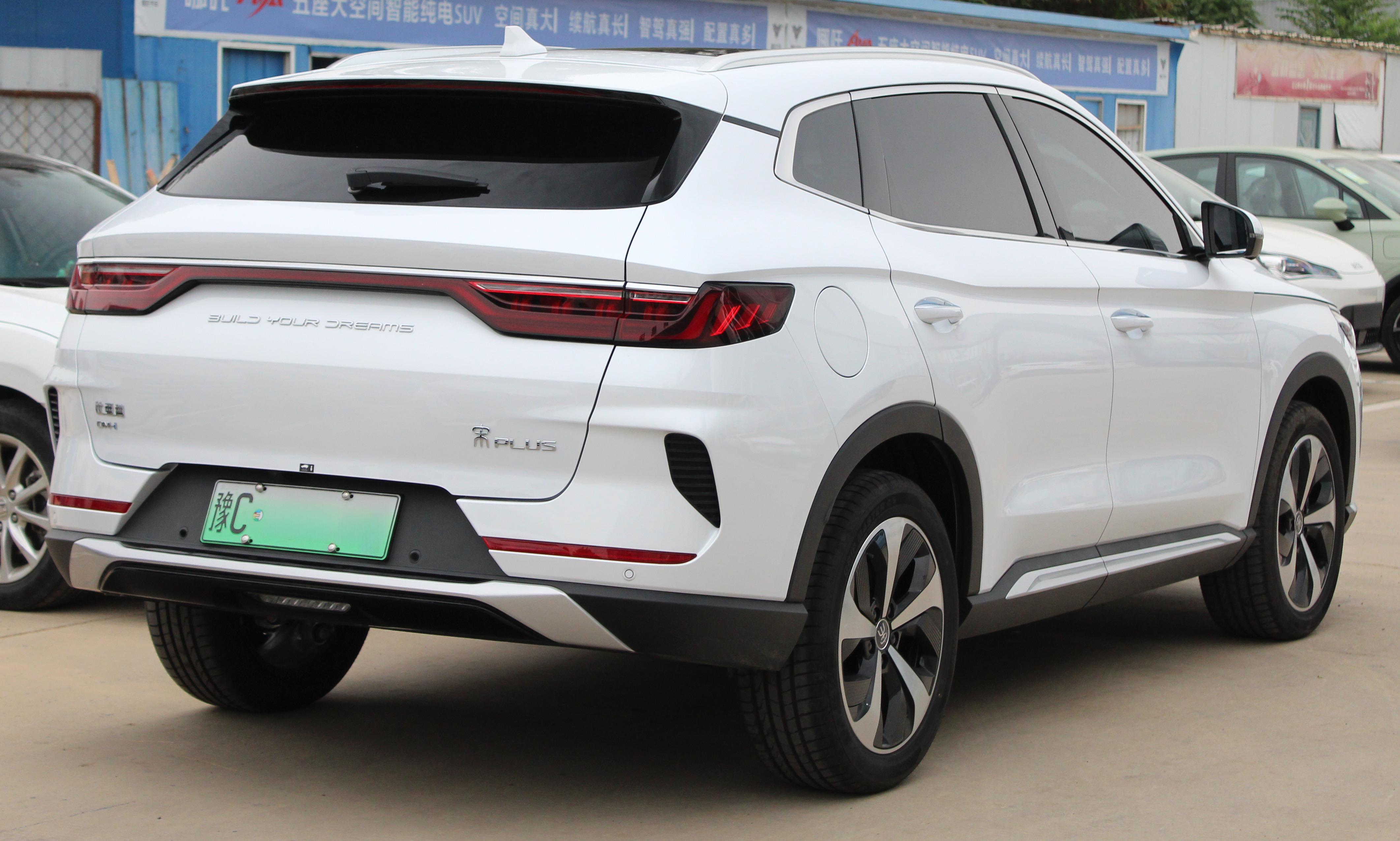
Vista retrovisória

### Song Plus EV
A variante elétrica do Song Plus foi lançada em abril de 2021 na China. O Song Plus EV recebeu um design frontal diferente com abertura de grade menor. É equipado com uma Bateria Blade de 71,7 kWh.

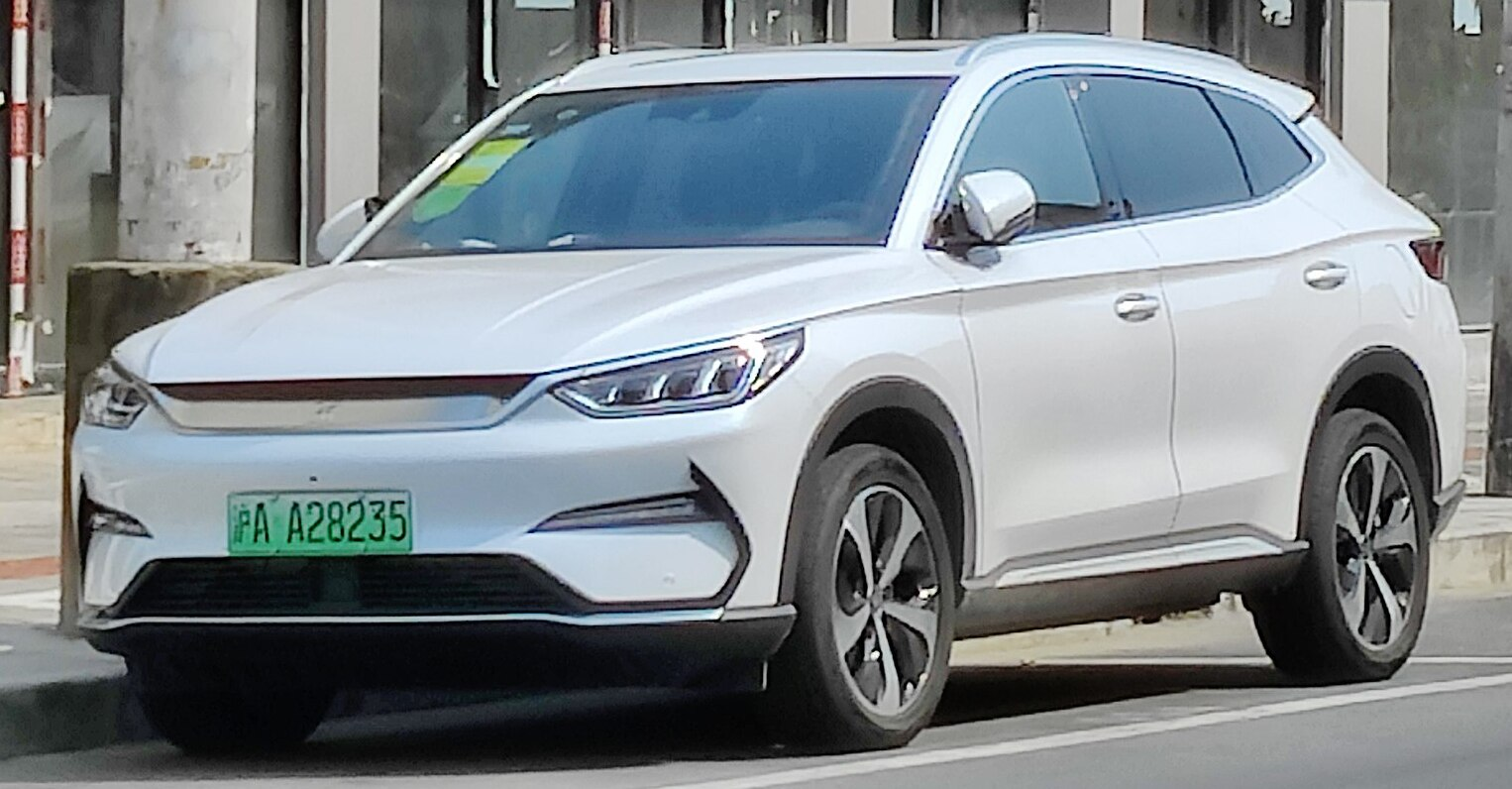
BYD Song Plus EV (pre-facelift)
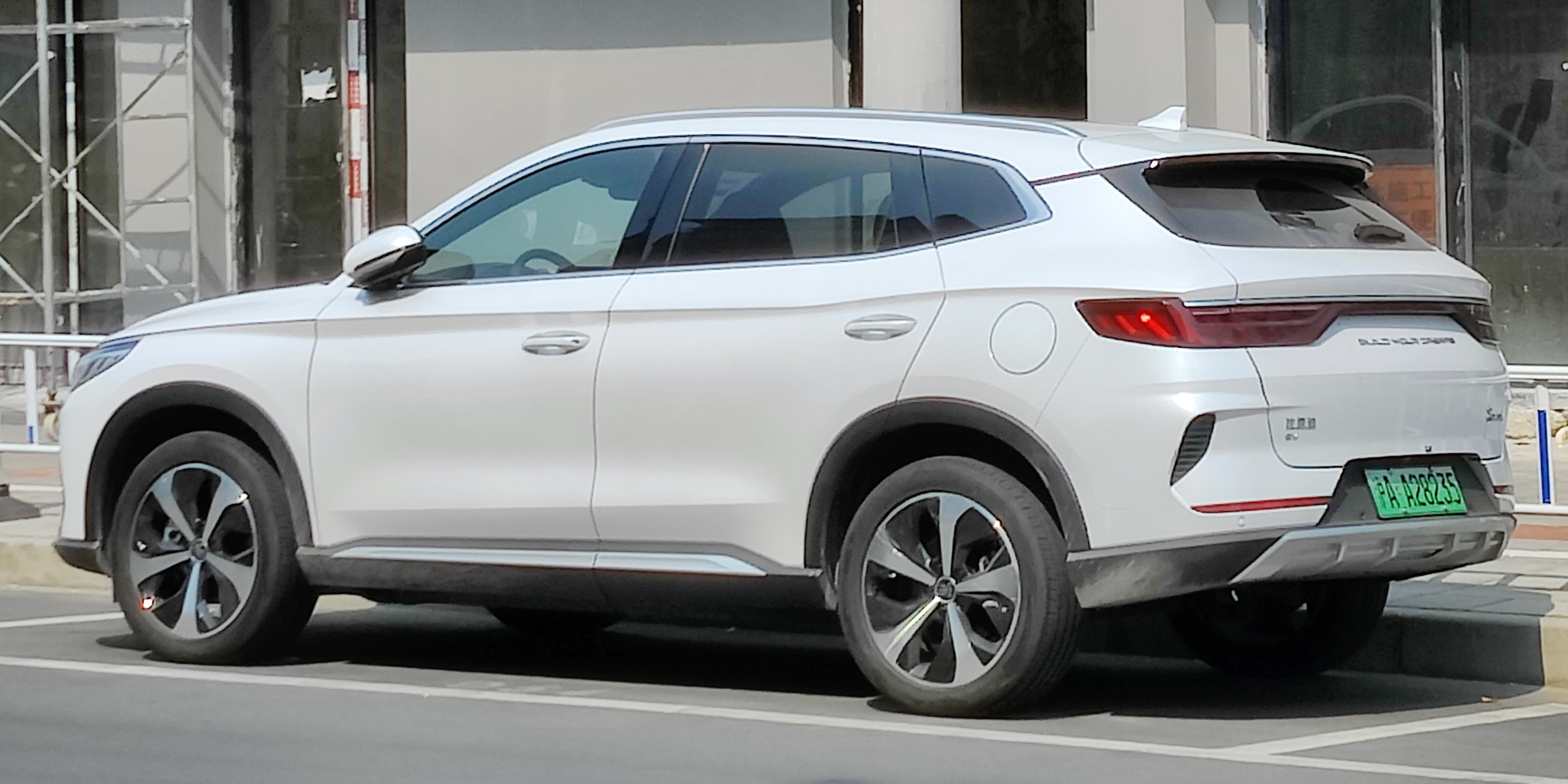
Vista retrovisória

## Facelift(2023)
O Song Plus atualizado foi lançado em junho de 2023 para o mercado chinês, inicialmente como Song Plus Champion Edition. Está disponível em variantes DM-i e EV. Ele possui um design de ponta dianteira e traseira remodelado com unidades de farol semelhantes ao BYD Seal. A BYD também substituiu o emblema Song (⁇) com o logotipo BYD padrão, alinhando-o com os veículos da série Ocean.
A versão EV tem um alcance de 605 km e uma potência de 218 hp (163 kW; 221 PS). O DM-i PHEV, tem um motor de 1.5 litros com 110 hp (82 kW; 110 PS) CV (82  CV) e um motor elétrico com 197 hp (147 kW; 200 PS) CV (147  CV).

Em 2023, a BYD revelou o BYD Seal U, a versão de exportação da Song Plus EV Champion Edition. Ele estreou na Europa em setembro de 2023 como parte da família Sello. Em maio de 2024, o veículo foi introduzido na Austrália como o BYD Sealion 6.

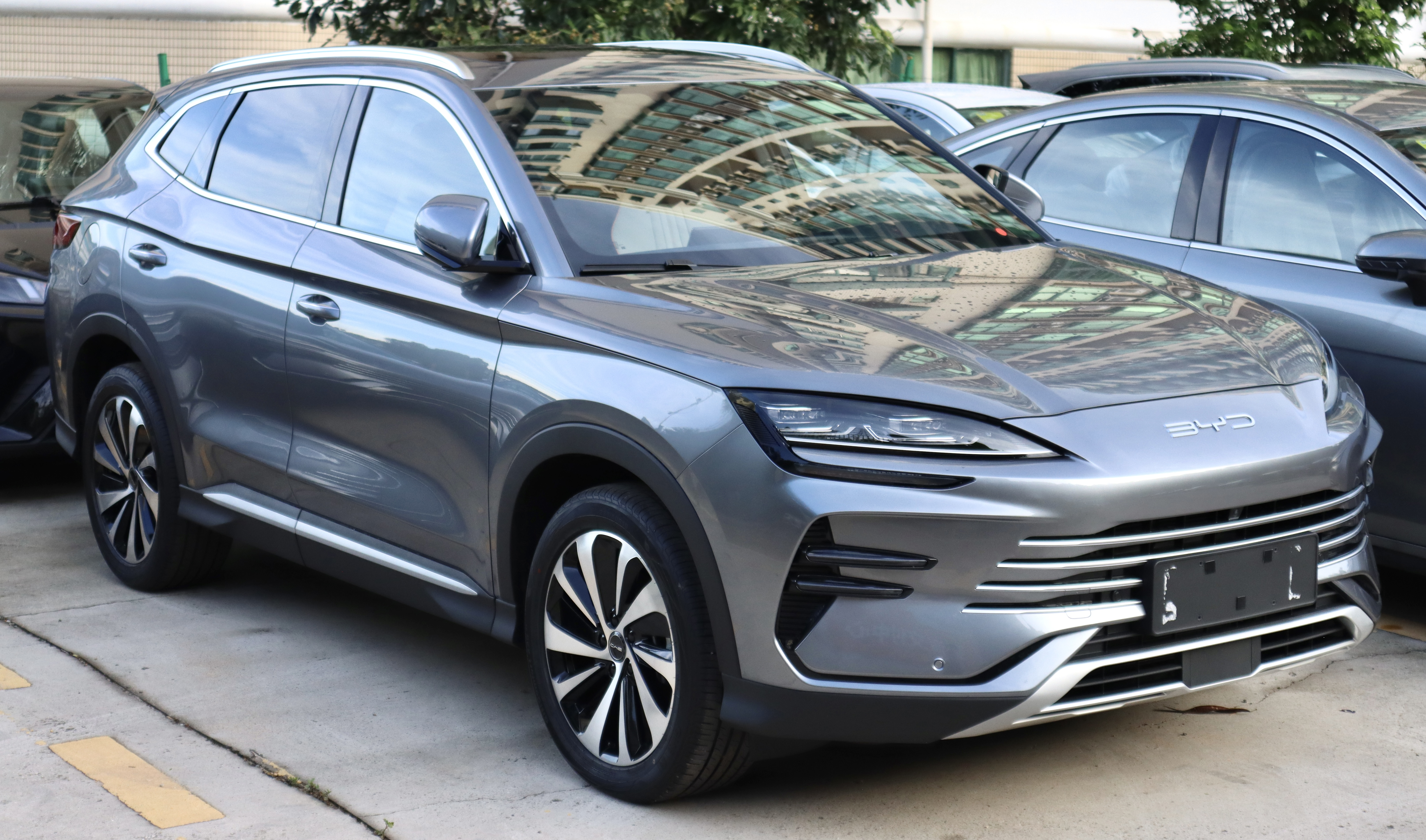
BYD Song Plus DM-i (2023 facelift)
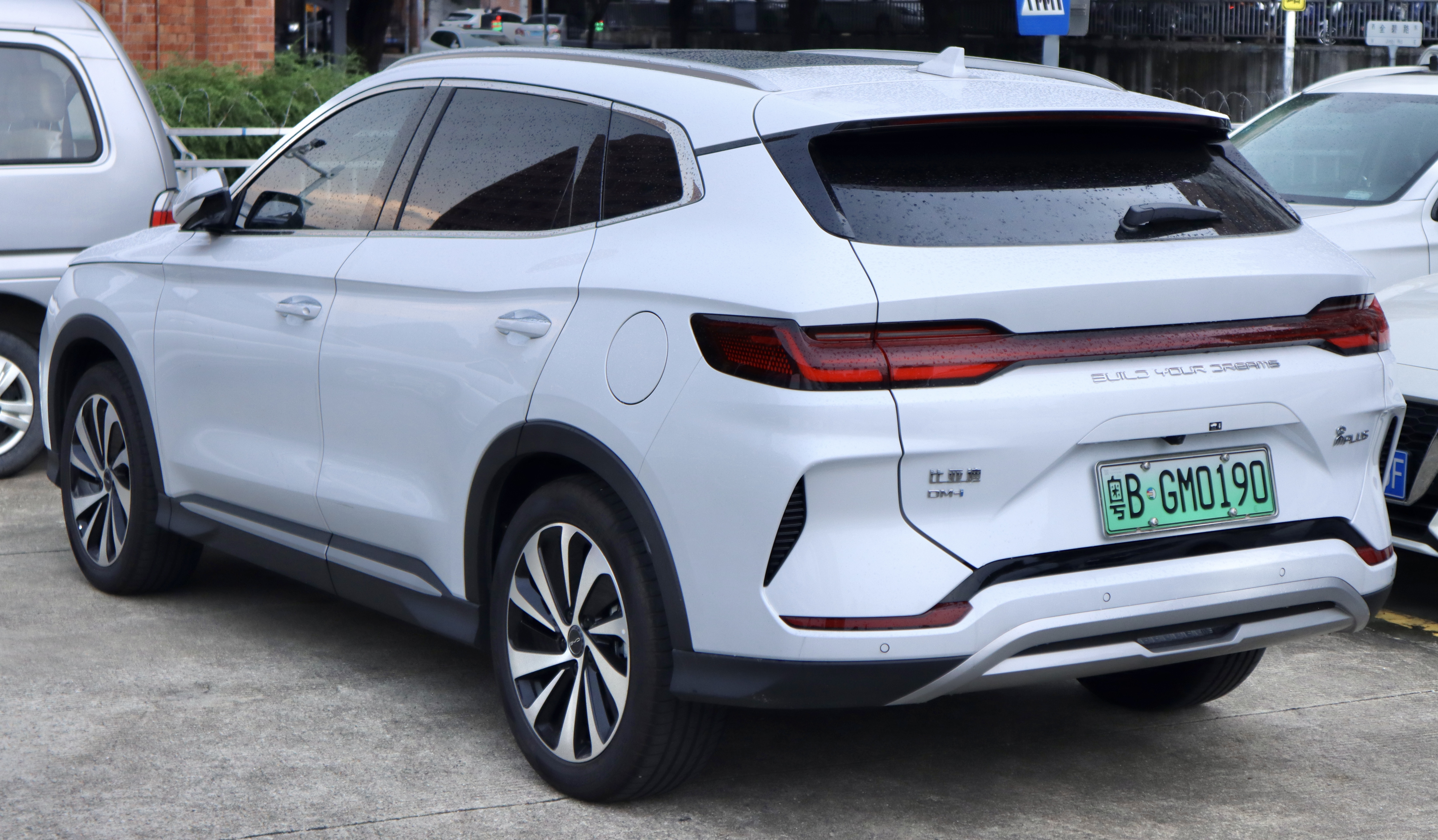
Vista retrovisória
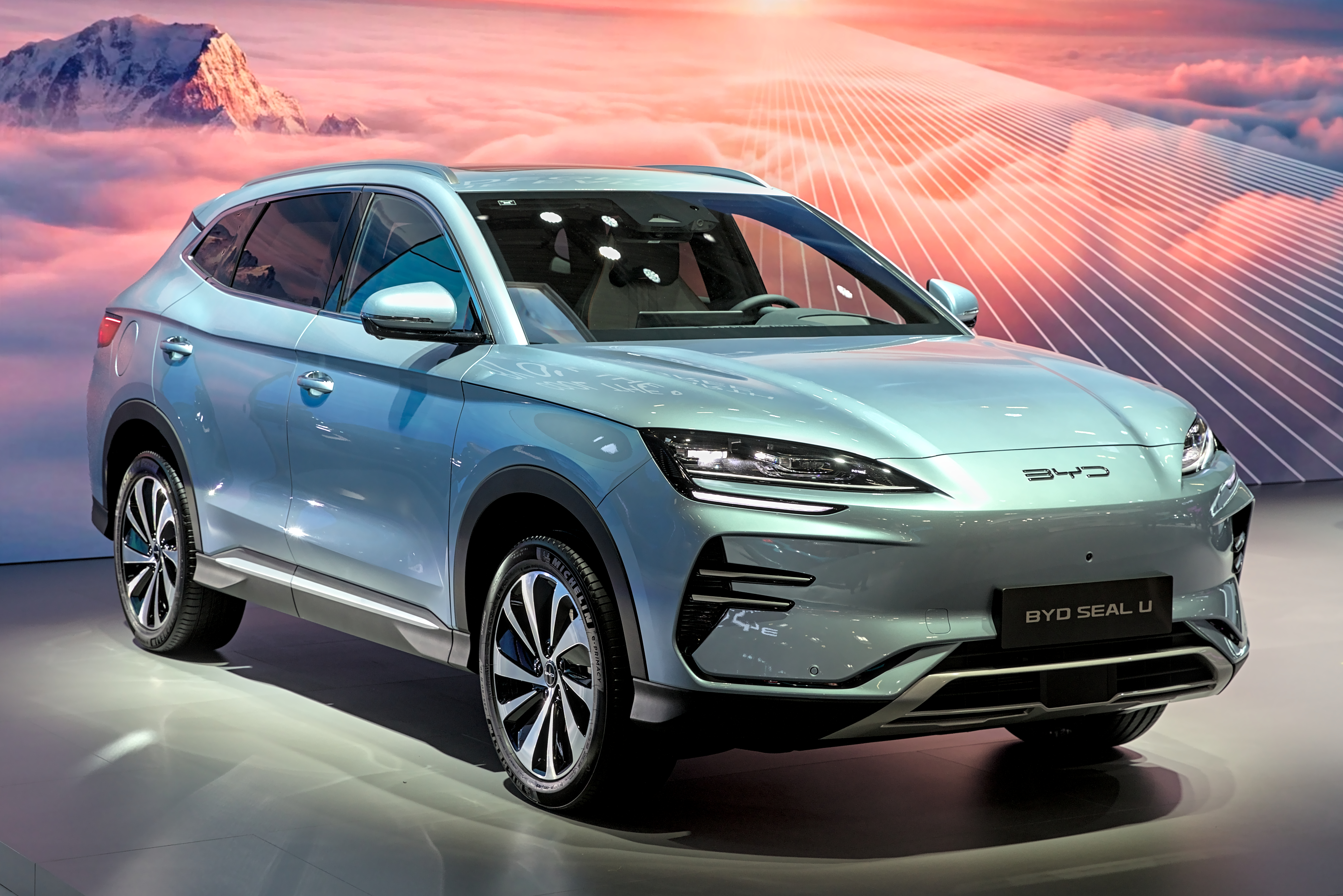
BYD Seal U EV
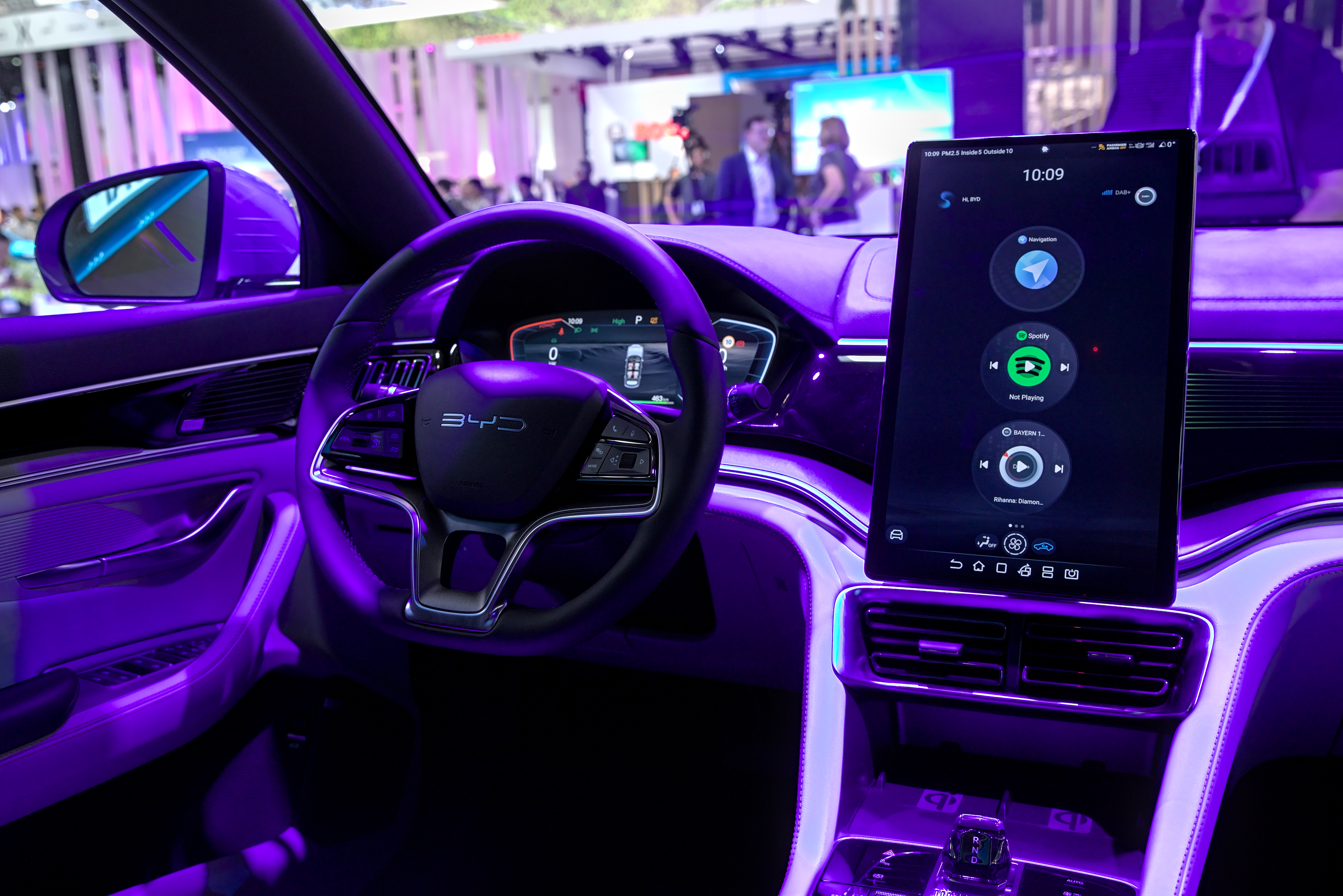
Interior

## Mercados

### Austrália
O veículo foi colocado à venda como o Sealion 6 em maio de 2024, após uma mudança de última hora do nome proposto Seal U. Dois variantes estão disponíveis, denominadas Dynamic e Premium, ambos modelos híbridos DM-i plug-in. O acabamento Premium é alimentado por um motor turbocompressor mais poderoso e equipado com tração integral de dois motores.

### Brasil
O Song Plus foi lançado à venda no Brasil em novembro de 2022 como o terceiro produto da BYD no mercado, depois dos EVs BYD Han e BYD Tan. Ele estava disponível em uma variante, o plug-in híbrido DM-i. Em junho de 2024, a BYD introduziu o ano modelo 2025 Song Plus. Enquanto mantém o estilo pré-facelift, o veículo recebeu uma bateria maior de 18,3 kWh substituindo a bateria anterior de 8,3 kWh.

### Filipinas
O Sealion 6 DM-i foi lançado nas Filipinas em 25 de julho de 2024, tornou-se a oferta de nível de entrada da BYD no mercado filipino, está disponível em uma única variante.

### Tailândia
O Sealion 6 DM-i foi lançado na Tailândia em 8 de agosto de 2024, em dois níveis de acabamento: Dinâmico e Premium.